# Еланыш (Салаватский район)
Еланыш (баш. Йыланыш) — село в Салаватском районе Республики Башкортостан Российской Федерации. Входит в состав Мещегаровского сельсовета.

## География

### Географическое положение
Находится на левом берегу реки Ай.
Расстояние до:
- районного центра (Малояз): 36 км,
- центра сельсовета (Мещегарово): 3 км,
- ближайшей ж/д станции (Мурсалимкино): 59 км.

## Население
| 2002 | 2009 | 2010 |
| ---- | ---- | ---- |
| 317  | ↗348 | ↘343 |

Национальный состав
Согласно переписи 2002 года — башкирская деревня.

## Религия
Православие 
- Церковь Георгия Победоносца